# De Nijverheidspolder
De Nijverheidspolder te Wedderveer was een in 1880 gebouwde achtkantige, rietgedekte poldermolen met stenen veldmuren ter vervanging van de in 1853 gebouwde spinnenkopmolen en staat langs de Westerwoldse Aa  in de nabijheid van de als houtzaagmolen in gebruik zijnde Spinnenkop Wedderveer. Het houten achtkant was afkomstig van het vierde onderdeel, Reiderland en daarvoor van de De Nijverheid.
De molen werd in 1914 onttakeld, waarna in 1935 de kap werd verwijderd.
De molen was een bovenkruier met de lange spruit midden in de kap en had een gevlucht van 23,50 m.

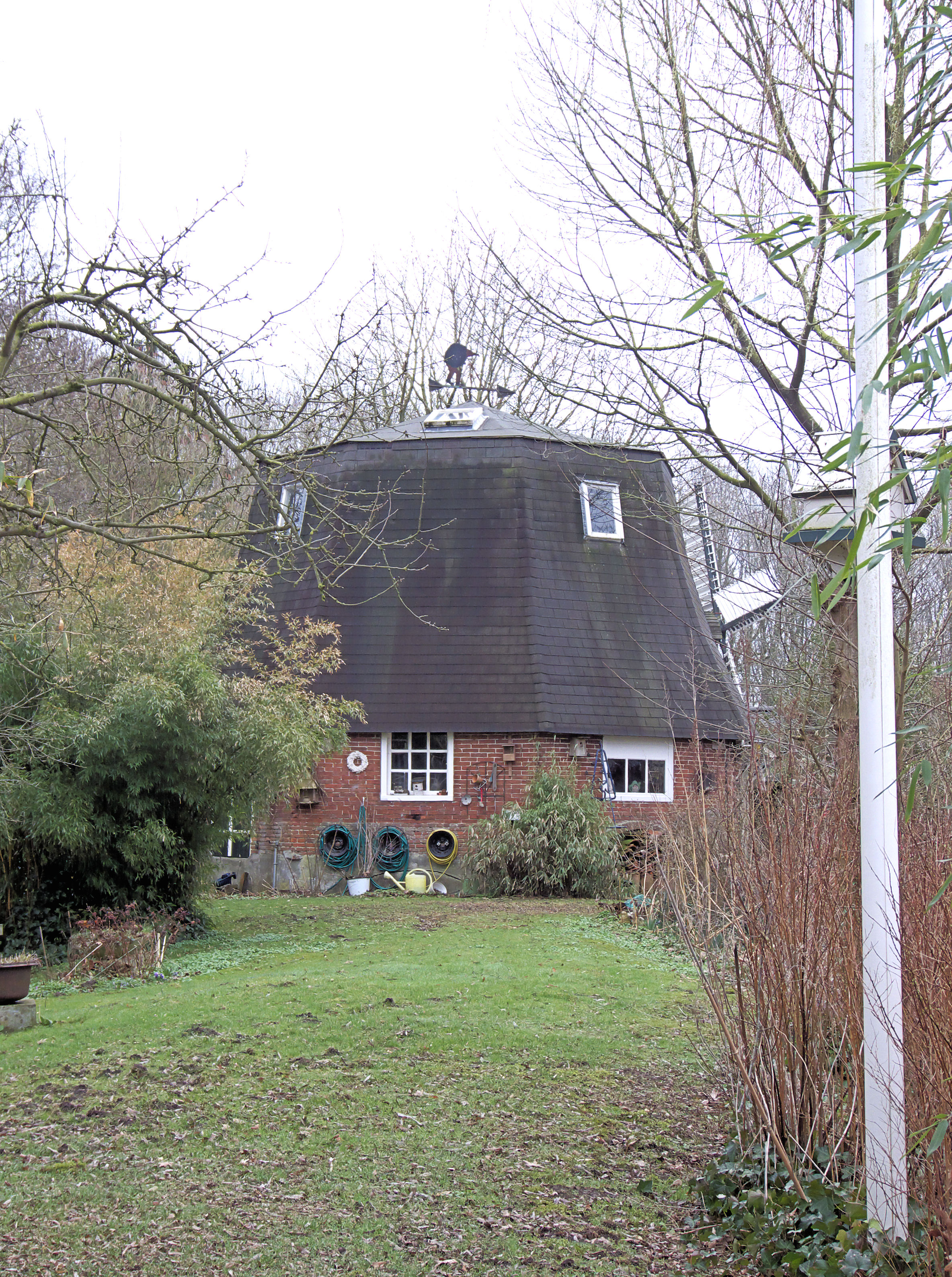
De Nijverheidspolder met rechtsachter nog net zichtbaar de wieken van de spinnenkop

De molen had een houten bovenas.